# 缅甸早熟禾
缅甸早熟禾（学名：Poa burmanica）为禾本科早熟禾属下的一个种。